# Куроптев, Егор
Егор Куро́птев (груз. ეგორ კუროპტევი; род. 1986) — грузинский и российский политический эксперт и медиаменеджер.
Известен своим проектом «Фабрика Эльфов», названным так по аналогии с прокремлевской «Фабрикой Троллей» Евгения Пригожина. В рамках проекта сеть наёмных комментаторов за вознаграждение распространяла в социальных сетях «антикремлевскую пропаганду» с фейковых аккаунтов, в качестве основной площадки использовалась социальная сеть ВКонтакте. «Производительность» фабрики составляла 160 тысяч комментариев в месяц.
В настоящее время[какое?] Куроптев занимает должность директора «Фонда Свободной России» на Южном Кавказе. Продюсирует несколько известных медиапроектов, таких как «Пограничная ZONA». С сентября 2019 года Куроптев представляет на Южном Кавказе немецкую общественную телерадиокомпанию «Deutsche Welle».

## Карьера
Куроптев начал свою карьеру в возрасте 17 лет в качестве руководителя административного отдела радиостанции Эхо Москвы в Москве.
Работал на «Эхе Москвы» до 2007 года, когда решил начать карьеру директора стартап-проектов. Вместе со своим коллегой и другом Матвеем Ганапольским (известным журналистом и медиаменеджером) Куроптев запустил новый медиа-стартап для Comcor Holding — кабельного телеканала VKT AKADO, который был успешно создан их командой. С 2006 года Куроптев работал директором по медиа и PR-проектам в нескольких компаниях и НПО, включая фонд AVI-CHAI (Россия), фонд «Таланты мира» (Кавказ), Rikor Holding (Россия), Российско-американский фонд (США), AS Group Investment (Азербайджан), MTV (Россия), 1 канал (Россия), телестудию Hydepark (Россия-Грузия) и другие известные компании разных стран.
Он продюсировал несколько известных медиапроектов, таких как «Проект Подиум» (Россия), Cosmopolitan.Видеоверсия (Россия), телешоу «Главная тема» (Грузия), проект «Аплодисменты», «На стадионе» и др. За свою карьеру Куроптев запустил несколько развлекательных, политических, образовательных и социальных проектов в России, Грузии, Азербайджане и некоторых других странах.
В качестве члена «Фонда Свободной России» участвовал в создании «Фабрики эльфов», названной так по аналогии с прокремлевской «Фабрикой Троллей» Евгения Пригожина. В рамках проекта сеть наёмных комментаторов за вознаграждение распространяла в социальных сетях «антикремлевскую пропаганду» с фейковых аккаунтов, в качестве основной площадки использовалась социальная сеть ВКонтакте. «Производительность» фабрики составляла 160 тысяч комментариев в месяц.

## Личная жизнь
Состоял в браке с Екатериной Котрикадзе. На ноябрь 2022 года состоял в браке с активисткой проекта «Ковчег» Анастасией Бураковой.

## Грузия
В 2012 году Куроптев был приглашён в Грузию для запуска нового политического ток-шоу «Главная тема» с участием Ксении Собчак для государственной телекомпании PIK TV, принадлежащей Общественному вещателю Грузии. В 2013 году спродюсировал несколько благотворительных концертов классической и поп-музыки в Грузии и Азербайджане.
С 2014 по 2018 год работал директором по проектам в холдинге GAA, объединяющем несколько известных рекламных, медийных и торговых компаний.
В начале 2015 года Куроптев запустил новый медиапроект «Star Media Group», объединяющий несколько интернет-изданий и вещательных СМИ, освещающих соглашение об ассоциации с ЕС, сотрудничество Грузии с НАТО и грузинскую политику. Получил должность генерального продюсера Star Media Group,.
С 2017 года Куроптев является продюсером и ведущим собственного популярного телешоу «Пограничная ZONA» на русском языке. Цель проекта — противодействие пропаганде и продвижение объективной информации и мнений на постсоветском пространстве.
Куроптев ведет блог на российском новостном сайте echo.msk.ru, освещая конфликт между Россией и Грузией, а также пропагандируя "продемократическое развитие в постсоветских странах". Егор Куроптев известен своей деятельностью, направленной на противодействие «негативному влиянию Кремля» в Грузии и других странах региона. Он один из самых известных людей, работающих над «деоккупацией» Грузии. В своих интервью он подчеркивает, что граждане России должны больше знать о фактах конфликта, о войне в августе 2008 года и о текущей ситуации[уточнить] в этой связи.
Куроптев — автор ряда статей и докладов. Как политический эксперт, он принимает участие во всех крупных региональных конференциях по безопасности и демократии.